# Charlie Paddock
Charles William Paddock (ur. 11 sierpnia 1900 w Gainesville w Teksasie, zm. 21 lipca 1943 w Sitka na Alasce) – amerykański lekkoatleta sprinter.

## Przebieg kariery
W czasie I wojny światowej służył w stopniu porucznika w artylerii polowej. Po jej zakończeniu studiował na University of Southern California, tam też zaczął osiągać znaczące wyniki sportowe.
Na igrzyskach olimpijskich w 1920 w Antwerpii został złotym medalistą w biegu na 100 metrów i w sztafecie 4 × 100 metrów (w składzie: Paddock, Jackson Scholz, Loren Murchison i Morris Kirksey) oraz srebrnym w biegu na 200 metrów. Na kolejnych igrzyskach olimpijskich w 1924 w Paryżu ponownie zdobył srebrny medal w biegu  na 200 metrów, a na 100 metrów był piąty. Startował także na igrzyskach olimpijskich w 1928 w Amsterdamie, gdzie odpadł w półfinale biegu na 200 metrów.
Był 12-krotnym rekordzistą świata: 100 m - 10,4 w 1921, 2 razy na 200 m na prostej - do 20,8 w 1924, sztafeta 4 × 100 m - 42,2 w 1920 oraz 8 razy na dystansach jardowych. Największym osiągnięciem było przebiegnięcie 110 jardów (100,58 m) w czasie 10,2 s w 1922. Czas ten na krótszym dystansie 100 m został osiągnięty dopiero w 1936, a poprawiony w 1956.
Był mistrzem Stanów Zjednoczonych (AAU) w biegu na 100 jardów w 1921 i 1924 oraz w biegu na 220 jardów w 1920, 1921 i 1924.
Paddock w czasie kariery lekkoatletycznej pracował w zarządach kilku gazet. Wystąpił także w kilku filmach. Podczas II wojny światowej służył w stopniu kapitana piechoty morskiej w sztabie gen. Williama Upshura. Zginął razem z nim w katastrofie lotniczej koło Sitka na Alasce.

## Rekordy życiowe
źródło:
- 100 m – 10,2 s. (1921)
- 200 m – 21,0 s. (1923)